# Charles Armstrong (Mediziner)

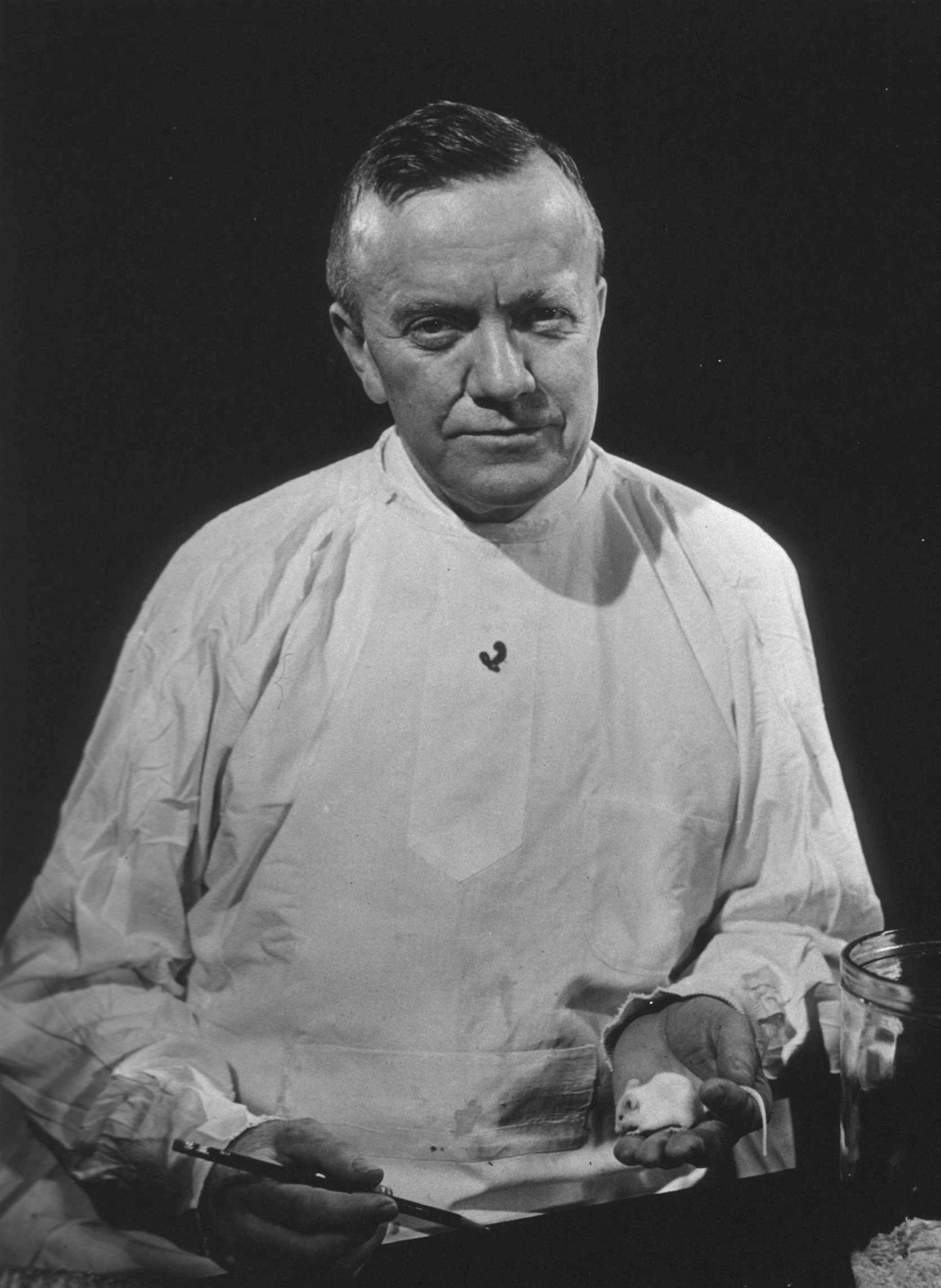
Armstrong im Labor (ca. 1950)
Foto: National Library of Medicine

Charles Armstrong (* 25. September 1886 in Alliance (Ohio); † 23. Juni 1967 in Bethesda (Maryland)) war ein US-amerikanischer Arzt und Virologe im amerikanischen Gesundheitswesen. Er prägte 1934 den Namen Lymphozytäre Choriomeningitis (LCM), nachdem er den bis dahin völlig unbekannten LCM-Virus isoliert hatte. Er entdeckte 1939, dass Polioviren auf Baumwollratten übertragen werden können, und begann Selbsttests mit Nasensprayimpfungen.

## Akademischer Werdegang
Nach Abschluss der High School in seinem Geburtsort Alliance besuchte Armstrong zunächst die Mount Union College Preparatory School von 1905 bis 1906 und anschließend das Mount Union College, wo er 1910 mit dem Bachelor of Science abschloss. 1915 promovierte er an der Johns Hopkins Medical School, zum M.D. und absolvierte bis 1916 ein Jahr als Assistenzarzt am Yale-New Haven Hospital in New Haven (Connecticut).

## Arbeit im öffentlichen Gesundheitswesen und in der Virenforschung
Am 16. Oktober 1916 wurde Armstrong in den U.S. Public Health Service übernommen und diente sechs Wochen lang auf der Einwanderungsstation von Ellis Island, New York. Anschließend war er als Schiffsarzt bei der Küstenwache tätig. Von 1919 to 1921 arbeitete er als Epidemiologe im Gesundheitsministerium des Bundesstaates Ohio. Die nächsten Jahrzehnte von 1921 bis zu seiner Pensionierung im Jahre 1950 arbeitete und forschte Armstrong im Hygienic Laboratory, das nach organisatorischen Veränderungen schließlich 1933 den Namen National Institutes of Health mit Sitz in Bethesda (Maryland) erhielt.
Armstrong war verheiratet mit Elizabeth Alberta Rich von 1920 bis zu seinem Tod und hatte eine Tochter Mary Emma (* 1924).

## Zwei Schwerpunkte der Forschertätigkeit
Vor allem auf zwei Gebieten der Virenforschung erwarb Charles Armstrong allgemeine Anerkennung in der Fachwelt: die Entdeckung und Benennung der Lymphozytären Choriomeningitis (LCM) und die Bekämpfung der Kinderlähmung.

### LCM
1934 isolierte Armstrong ein bisher nicht beschriebenes neurotropes Virus, wie es während der experimentellen Übertragung von Gehirnentzündungsviren bei der St. Louis Epidemie von 1933 gefunden wurde. Das neue Virus unterschied sich vom St. Louis-Virus, und Armstrong wies es im Nervensystem, in der Rückenmarksflüssigkeit, im Blut und im Urin von infizierten Affen nach. Bei den meisten Affen gab es eine mehr oder weniger diffuse und unregelmäßige Zellwucherung in der Hirnhaut. Die Mehrheit der Tiere wies auch eine mehr oder weniger deutliche Lymphschwellung des Plexus choroideus auf, d. h. der Zellmembran, welche die Hirnventrikel umschließt, was schließlich zu der Benennung der Krankheit als Lymphozitäre Choriomeningitis führte.

### Polio

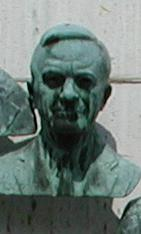
Armstrongs Bronzebüste in der Polio Hall of Fame

Während er noch mit der Forschung an der LCM beschäftigt war, gelang es Armstrong 1939 zum ersten Mal, den Poliovirus (den selteneren und weniger gefährlichen Typ II Lansing) von Affen auf kleine Nager zu übertragen, zuerst auf Baumwollratten (Sigmodon hispidus hispidus) und dann auf weiße Mäuse. Diese Leistung war bahnbrechend, da sie es möglich machte, viele Gesichtspunkte der Ansteckung und der Impfung beim Menschen zu beobachten, die bei Affen kaum möglich gewesen wären. Die Entdeckung regte auch neue Bemühungen an, so die von John F. Enders, Frederick Chapman Robbins und Thomas Huckle Weller, andere immunologische Typen von Polioviren zu übertragen und nachzuweisen.
In Anerkennung seiner Verdienste um die Polioforschung und Poliobekämpfung wurde Armstrong in die Polio Hall of Fame in Warm Springs (Georgia) aufgenommen.

## Ehrungen für Charles Armstrong
- 1933 Ehrendoktor (DSc) des Mount Union College, Alliance, Ohio
- 1934 Die französische Ärzteschaft ehrte Armstrong durch Benennung der von ihm entdeckten Lymphoztären Choriomeningitis als La Maladie d’Armstrong.[4]
- 1938/39 Berufung in den Beratungsausschuss der National Foundation for Infantile Paralysis
- 1944 Aufnahme in die amerikanische Akademie der Wissenschaften[5] in der Abteilung 10 (Pathologie und Bakteriologie)[6]
- 1956 Aufnahme in die Polio Hall of Fame, die am 2. Januar 1958 in Warm Springs (Georgia) eingeweiht wurde.
- 1966 Verleihung des Ehrenpreises für hervorragende Absolventen von der Alliance High School, Alliance, Ohio
- 1966 Glückwünsche von US-Präsident Lyndon B. Johnson zum 80. Geburtstag